# Chrysomallos

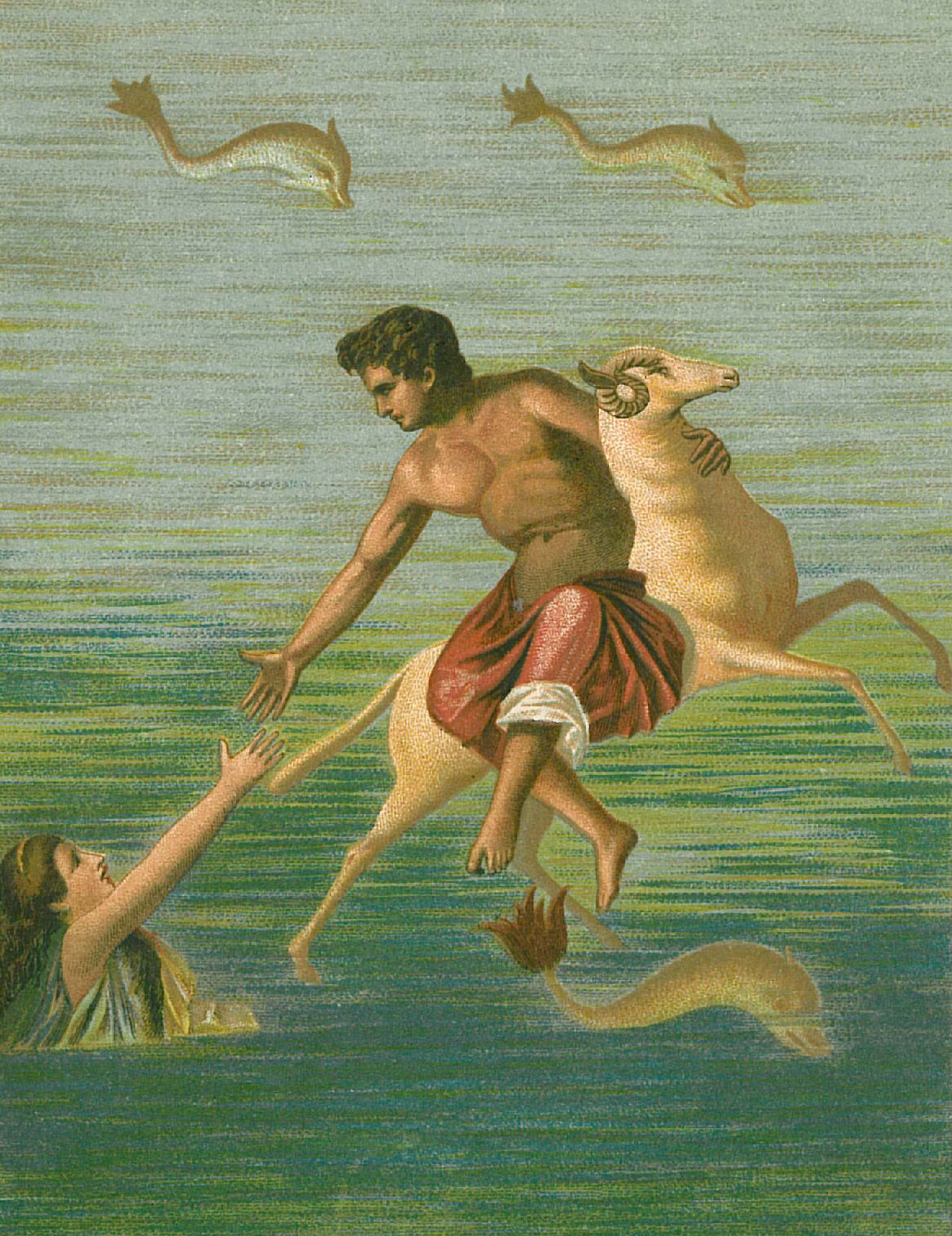
Chrysomallos mit Phrixos und Helle

Chrysomallos (altgriechisch Χρυσόμαλλος Chrysómallos, deutsch ‚goldenes Fell oder Vlies‘; aus χρυσός chrysós, deutsch ‚Gold‘, und μαλλός mallós, deutsch ‚Wollbüschel‘), auch Chrysomeles, ist in der griechischen Mythologie ein Widder mit goldenem Fell, welcher den Phrixos nach Kolchis trug.
Er war ein Sohn des Poseidon und der Thrakerin Theophano. Der Gott raubte sie, entführte sie auf die Insel Krumissa und verwandelte dort, als Theophano von Freiern bedrängt wurde, alle Einwohner in Schafe oder Widder. So wurde Chrysomallos als Widder mit goldenem Fell geboren.
Nephele, die erste Gattin des Königs Athamas, Mutter des Phrixos und der Helle, erhielt diesen goldenen Widder von Hermes, um ihn den von der bösen Stiefmutter Ino verfolgten Kindern zu bringen, die sich auf ihm fliegend retten konnten. Helle fiel in den Hellespont, der ihren Namen erhielt. Phrixos kam in Kolchis an, wo der Widder ihm befahl, ihn dem Ares zu opfern. Sein wertvolles Fell, das Goldene Vlies, wurde im Hain des Ares aufgehängt und von dem Argonauten Iason gestohlen.
Chrysomallos ist als Sternbild des Widders in den Tierkreiszeichen verewigt.